# 耶依魮
耶依魮（学名：Barbus yeiensis）為輻鰭魚綱鯉形目鯉科的其中一個種。分布於非洲尼羅河及查德湖流域，可達4公分。

## 扩展阅读
維基物種上的相關：耶依魮